# Симонов, Василий Михайлович
Симонов, Василий Михайлович (род. 28 июня 1962) — украинский футзальный функционер, начальник мини-футбольного клуба «ЭХО» и основатель ДЮСШ «ЭХО». Президент Украинской детско-юношеской футзальной лиги с 2009 по 2013 годы.

## Карьера

### Руководство МФК «ЭХО»
Василий Симонов закончил Харьковский политехнический институт в 1985 году и был направлен на работу на Харьковский завод электроаппаратуры. Будучи ответственным за спортивно-массовую работу, в 1990 году Симонов становится главой коллектива физкультуры завода, на котором работало 12 тысяч человек. Помимо проведения заводских мепроприятий, Симонов отвечал за подготовку заводских сборных по восьми видам спорта. Заводская мини-футбольная команда выступала на первенстве города. В 1992—1993 году заводской коллектив выступает в турнире «Честь марки», в турнире в Конаково, а также в Евроазиатской лиге.
Начиная с 1993 года Симонов организует выступления коллектива в чемпионате и кубке Украины. С 1995 года завод перестал финансово поддерживать футзалистов, и был организован мини-футбольный клуб «ЭХО», которому помогала одноимённая торгово-промышленная фирма. Симонов занимался организацией реализации продукции фирмы и доставкой продукции в универмаги Донецкой и Луганской области. Вырученных денег едва хватало на функционирование команды, поэтому каждый сезон наблюдался отток игроков. У клуба постоянно менялись спонсоры и названия, а футболисты выступали практически бесплатно. В те сезоны, когда спонсора находить не удавалось, Симонов самостоятельно становился президентом клуба, а когда спонсор находился, то он становился президентом клуба, а Симонов — начальником команды. Вплоть до 2007 года команда выступает в чемпионате Украины, после чего прекращает существование.

### ДЮСШ «ЭХО»
Ввиду нестабильного финансового состояния мини-футбольной команды было принято решение о целенаправленной подготовке молодых игроков для замены уходящих спортсменов. В 1997 году Симонов создаёт первую футзальную детско-юношескую школу на Украине ДЮСШ «ЭХО» и становится её директором. 
Школа просуществовала 13 лет и была ликвидирована в 2010 году по решению руководства спортивного товарищества «Украина», ввиду того что футзал не являлся олимпийским видом спорта. 12 воспитанников школы вошло в состав сборной Украины по футзалу.

### Детско-юношеский футзал на Украине
В 2001 году Василий Симонов совместно с Юрием Кобзарём руководит делегацией юниорской сборной Украины по футзалу, занявшей второе место в финале международного турнира «Петербургская осень — 2001».
В 2005 году при поддержке АМФУ создаётся Украинская детско-юношеская футзальная лига. Её первым президентом избран Вячеслав Деонега, а Василий Симонов становится исполнительным директором. Под эгидой УДЮФЛ систематизированы существующие детско-юношеские турниры, а также начато строительство института юношеских сборных. Команды получают возможность регулярных поездок на турниры в Россию, Польшу, Испанию. 
В 2009 году Василий Симонов избирается президентом УДЮФЛ. В 2011 году доклад Симонова рассматривается на заседании Совета АМФУ, после чего УДЮФЛ становится коллективным членом АМФУ. В 2012 году Симонов руководит делегацией юниорской сборной Украины, которая проводит два международных матча против сверстников из Польши. Симонов возглавляет УДФЮЛ на протяжении четырёх лет, сложив полномочия в марте 2013 года.
В 2015 году на заседании исполкома ФФУ принимается решение о создании комитета детско-юношеского футзала АФУ, председателем которого становится Симонов.

### Прочее
В 1997 году в Харькове проходит первый международный турнир «Кубок Освобождения», организованный под руководством Василия Симонова. В дальнейшем турнир становится ежегодным и проводится вплоть до 2011 года.